# Il pescatore di sogni
Il pescatore di sogni (Salmon Fishing in the Yemen) è un film del 2011 diretto da Lasse Hallström.
Il soggetto è tratto dal romanzo Pesca al salmone nello Yemen di Paul Torday del 2007.

## Trama
Alfred Jones è un esperto di ittica al servizio del governo britannico. Viene informato, tramite Harriet Chetwode-Talbot dell'intenzione dello sceicco Muhammad di coinvolgerlo nell'ambizioso piano di introdurre il salmone nelle acque del suo Yemen. L'uomo bolla subito l'idea come ridicola, salvo poi dover constatare la risolutezza del proponente che, con il benestare anche del Foreign Office che intravede vantaggi diplomatici e di immagine nell'operazione, lo pone in condizione di non poter rifiutare la propria collaborazione.
Il lavoro con la signorina Harriet Chetwode-Talbot si rivela fruttuoso e più piacevole del previsto. Lo sceicco ha mezzi illimitati e quella che poteva sembrare una follia ha effettivamente delle basi solide che la possono rendere attuabile.
La moglie decide di trasferirsi a Ginevra per lavoro e Alfred, il cui matrimonio è da tempo in crisi, non ha più remore a darsi tutto al progetto dello sceicco, col quale entra in perfetta sintonia grazie alla comune profonda passione per la pesca.
Alla notizia che il suo fidanzato risulta disperso in una missione militare, Harriet si abbandona alla disperazione, e Alfred  inizialmente distaccato, le dà quel conforto necessario che le permette di riprendersi la sua vita e il suo lavoro.
Mentre sono insieme in Scozia, lo sceicco è vittima delle trame dei fondamentalisti che gli contestano una politica di occidentalizzazione. Esce illeso da un attentato solo grazie alla prontezza di riflessi di Alfred che così entra ancora di più nelle sue grazie.
Dopo che il fidanzato è dato ufficialmente per morto, Alfred si avvicina con più coraggio ad Harriet confessandole il suo amore. Lei non si tira indietro ma prende tempo.
Finite le opere ciclopiche nello Yemen e portati lì i salmoni, è ora di testare la bontà del progetto. Le perplessità maggiori derivano dal fatto che i salmoni siano effettivamente in grado di risalire la corrente dello uadi. Le perplessità nascono dal fatto che provengono da allevamenti, in quanto l'opinione pubblica britannica si è rivoltata all'idea che 10.000 salmoni potessero essere prelevati dai preziosi corsi d'acqua scozzesi, per lo sfizio di uno sceicco.
Per il grande evento giungono anche il ministro degli esteri britannico e l'addetta stampa del primo ministro che ha un'altra grande trovata per attirare attenzione. Il fidanzato di Harriet, prima disperso e poi considerato morto, in realtà è stato ritrovato sano e salvo e ora viene presentato alla stampa di fronte all'ignara fidanzata che, scioccata, lo riabbraccia commossa.
Il giorno seguente vengono liberati i salmoni e con enorme soddisfazione si scopre che questi risalgono la corrente come sperato. I fondamentalisti decidono però di rovinare tutto aprendo la diga a monte provocando la completa distruzione di tutto quanto era stato pazientemente creato, anche con beneficio degli abitanti del luogo.
Lo sceicco e Alfred sono moralmente distrutti mentre Harriet è anche sentimentalmente divisa e indecisa. Il giorno seguente mentre Harriet è pronta per l'addio, si scorge un salmone che, sopravvissuto, riprende il suo percorso controcorrente. I tre tornano a sorridere e si riabbracciano intravedendo una speranza nell'entusiasmante progetto che sembrava svanito. Harriet può allora superare le proprie titubanze e stringersi a Alfred per affrontare con lui un futuro tutto da scoprire.

## Promozione
Il 23 aprile 2012 è stato diffuso online il trailer italiano del film..

## Distribuzione
In Italia il film è uscito il 18 maggio 2012 e nello stesso anno il libro è stato pubblicato da Elliot Edizioni.

## Riconoscimenti
- 2013 - Golden Globe
  - Nomination Miglior film commedia o musicale
  - Nomination Miglior attore in un film commedia o musicale a Ewan McGregor
  - Nomination Migliore attrice in un film commedia o musicale a Emily Blunt
- 2012 - European Film Awards
  - Nomination Premio del pubblico al miglior film europeo a Lasse Hallström
- 2012 - Palm Springs International Film Festival
  - Nomination Premio del Pubblico a Lasse Hallström